# Archilestes neblina
Archilestes neblina är en trollsländeart som beskrevs av Rosser W. Garrison 1982. Archilestes neblina ingår i släktet Archilestes och familjen glansflicksländor. Inga underarter finns listade i Catalogue of Life.